# Quinebaug River

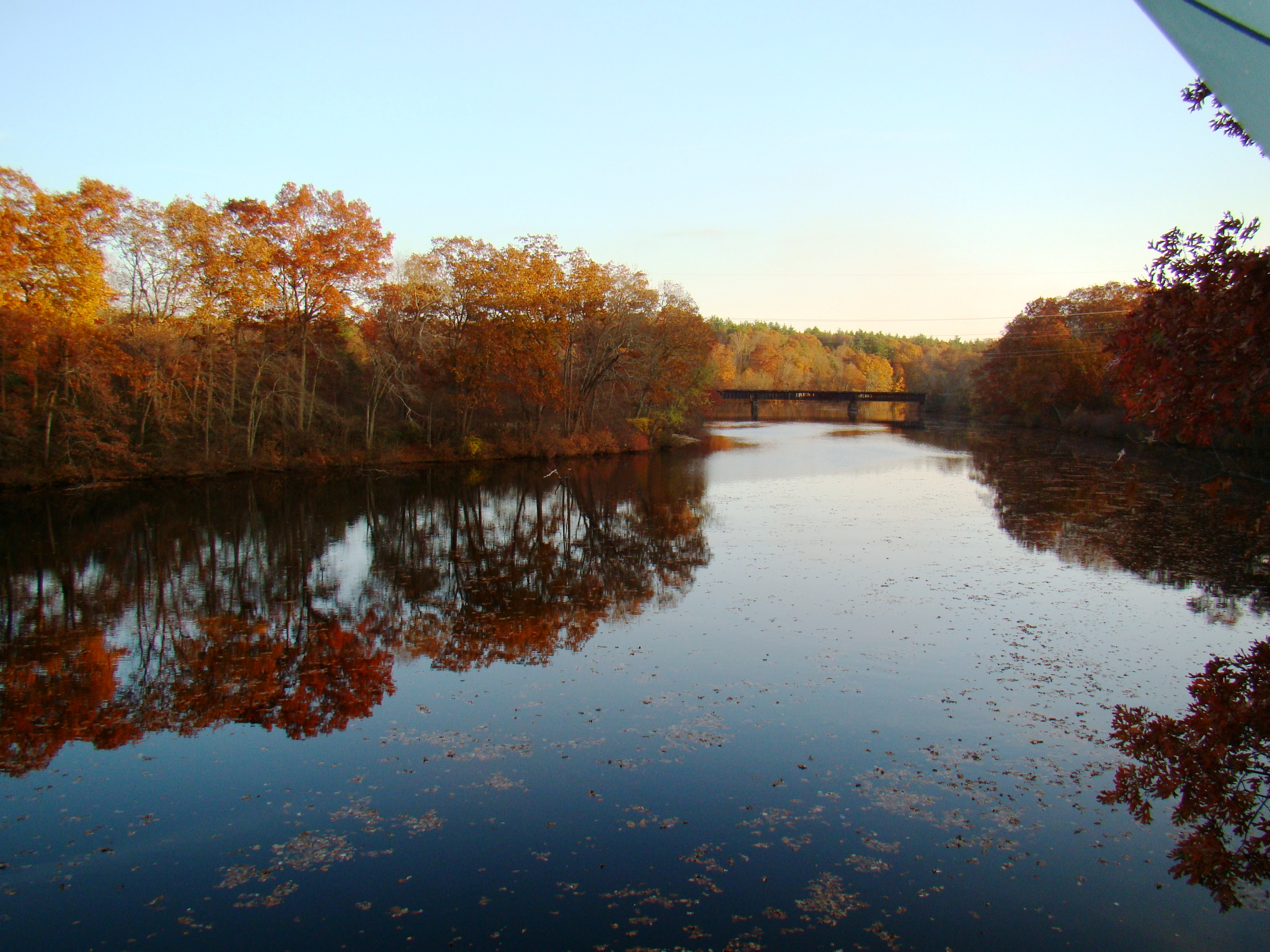
Quinebaug River in Canterbury, CT.

Der Quinebaug River ist ein Fluss im südlichen Zentral-Massachusetts und im östlichen Connecticut mit einem Einzugsgebiet, dass sich bis nach Rhode Island erstreckt. Der Name "Quinebaug" entstand aus einem Begriff der einheimischen Indianer der etwa Qunnubbâgge, Quinibauge, oder ähnlich gesprochen wurde. Er bedeutet "Langer Teich" (von qunni- = lang, -paug = Teich). Der Fluss ist einer der namengebenden Flüsse des Quinebaug and Shetucket Rivers Valley National Heritage Corridor.

## Verlauf
Der Fluss ist etwa 69 mi (111 km) lang. Er entspringt aus dem East Brimfield Lake und weiteren Teichen nordwestlich von Sturbridge, Massachusetts. Er verläuft generell in südöstlicher und südlicher Richtung durch Connecticut (Putnam, Danielson, Plainfield, Canterbury und Jewett City). Der Fluss ergießt sich in den Aspinook Pond, der sich von Canterbury bis Jewett City erstreckt und mündet bald darauf von Links und Osten bei den Quinebaug Falls in den Shetucket River. Der Zusammenfluss liegt nordöstlich von Norwich. Der Shetucket führt seine Wasser über den Thames River dem Long Island Sound zu. Der Quinbaug River ist am Oberlauf an verschiedenen Stellen angestaut: East Brimfield Dam, Westville Dam und West Thompson Dam dienen der Hochwasserkontrolle und es gibt eine ganze Anzahl von kleinen Dämmen, die der Gewinnung der Wasserkraft dienen.

## Einzugsgebiet
Das Einzugsgebiet umfasst 2.200 km² (850 sqmi). Der größte Teil des Gebiets ist stark bewaldet und es gibt mindestens 29 namhafte Zuflüsse sowie sechs Hauptzuflüsse (French, Moosup River, Five Mile River, Wales Brook, Mill Brook, Cady Brook). Im Einzugsgebiet liegen auch 54 Seen und Teiche, von denen 31 eine Fläche von 10 acre (4 ha) oder mehr aufweisen, insgesamt etwa 3.000 acres (12 km²) Wasserfläche; der größte See ist East Brimfield Reservoir in Brimfield und Sturbridge mit 420 acre (1,7 km²). In den Gewässern sind viele Fischarten heimisch, die von Anglern gerne gefischt werden: Regenbogenforelle, Schwarzbarsch, Forellenbarsch, Hecht und Panfish. Der Höhenunterschied beträgt ca. 378 m. Der Ursprung liegt bei 1264 ft (385 m) über dem Meer am Mount Pisgah in Wales, Massachusetts und fällt auf 25 ft (8 m) in Norwich.

## Brücken
| State | County         | Town                       | Carries                           | Built |
| ----- | -------------- | -------------------------- | --------------------------------- | ----- |
| CT    | New London     | Lisbon and Griswold        | Providence and Worcester Railroad |       |
| CT    | New London     | Lisbon and Griswold        | I-395 (Connecticut Turnpike)      | 1956  |
| CT    | New London     | Lisbon and Griswold        | Route 12/Route 138                |       |
| CT    | New London     | Lisbon and Griswold        | Silvandale Road crossing          |       |
| CT    | Windham        | Canterbury                 | Providence and Worcester Railroad |       |
| CT    | Windham        | Canterbury                 | Butts Bridge Road                 |       |
| CT    | Windham        | Canterbury und Plainfield  | Route 14                          |       |
| CT    | Windham        | Brooklyn und Plainfield    | Route 205                         |       |
| CT    | Windham        | Brooklyn und Killingly     | US 6                              |       |
| CT    | Windham        | Pomfret und Killingly      | Route 101                         |       |
| CT    | Windham        | Pomfret und Killingly      | Cotton Bridge Road                |       |
| CT    | Windham        | Putnam                     | Landfill access bridge            |       |
| CT    | Windham        | Putnam                     | Airline Rail Trail                |       |
| CT    | Windham        | Putnam                     | US 44                             |       |
| CT    | Windham        | Putnam                     | Bridge Street                     |       |
| CT    | Windham        | Putnam                     | Route 171                         |       |
| CT    | Windham        | Thompson                   | West Thompson Road                | 1964  |
| CT    | Windham        | Thompson                   | Blain Road                        |       |
| CT    | Windham        | Thompson                   | Red Bridge Road                   | 1964  |
| CT    | Windham        | Thompson                   | Brickyard Road                    | 1964  |
| CT    | Windham        | Thompson                   | Fabyan Road                       | 1999  |
| CT    | Windham        | Thompson                   | Route 197                         |       |
| MA    | Worcester      | Dudley                     | Route 131                         |       |
| MA    | Worcester      | Dudley                     | Southbridge Branch RR             |       |
| MA    | Worcester      | Dudley                     | West Dudley Road                  |       |
| MA    | Worcester      | Southbridge                | East Main Street                  |       |
| MA    | Worcester      | Southbridge                | AO Factory Road                   |       |
| MA    | Worcester      | Southbridge                | AO Factory Pedestrian Bridge      |       |
| MA    | Worcester      | Southbridge                | AO Factory Pedestrian Bridge      |       |
| MA    | Worcester      | Southbridge                | AO Factory Pedestrian Bridge      |       |
| MA    | Worcester      | Southbridge                | Pipeline crossing                 |       |
| MA    | Worcester      | Southbridge                | Business Park Road                |       |
| MA    | Worcester      | Southbridge                | Route 169                         | 1956  |
| MA    | Worcester      | Southbridge                | Central Street                    |       |
| MA    | Worcester      | Southbridge                | River Street                      |       |
| MA    | Worcester      | Southbridge                | Mill Street                       | 1956  |
| MA    | Worcester      | Southbridge                | Route 131                         |       |
| MA    | Worcester      | Sturbridge und Southbridge | Westville Dam service road        | 2003  |
| MA    | Worcester      | Sturbridge und Southbridge | Breakneck Road/Wallace Road       | 1956  |
| MA    | Worcester      | Sturbridge                 | Old Mashapaug Road                | 1956  |
| MA    | Worcester      | Sturbridge                 | Grand Trunk Rail Trail            | 2002  |
| MA    | Worcester      | Sturbridge                 | Farquhar Road                     | 1939  |
| MA    | Worcester      | Sturbridge                 | Haynes Street                     | 1961  |
| MA    | Worcester      | Sturbridge                 | I-84                              | 1971  |
| MA    | Worcester      | Sturbridge                 | Old Sturbridge Village Road       | 1972  |
| MA    | Worcester      | Sturbridge                 | OSV Pedestrian Bridge             |       |
| MA    | Worcester      | Sturbridge                 | OSV Covered Bridge                |       |
| MA    | Worcester      | Sturbridge                 | Stallion Hill Road                | 1956  |
| MA    | Worcester      | Sturbridge                 | Holland Road                      | 1956  |
| MA    | Hampden County | Brimfield                  | Holland-East Brimfield Road       | 1958  |
| MA    | Hampden County | Holland                    | Morse Road                        | 1939  |
| MA    | Hampden County | Holland                    | Pond Bridge Road                  | 1934  |

## Freizeitmöglichkeiten
Drei Flussabschnitte wurden als National Recreation Trail ausgeschrieben und sind nun beliebte Routen für Bootstouren:  Holland Pond bis zum East Brimfield Reservoir; Paper Mill Dam in Dudley bis zum West Thompson Lake; Simonzi Park in Putnam bis zum Aspinook Pond in Canterbury. Auch der East Coast Greenway verläuft streckenweise entlang des Flusses.
Es gibt Bootsrampen an den folgenden Stellen:
- Pond Bridge Road, Holland
- US Route 20 boat ramp, Brimfield
- Old Mashapaug Road, Sturbridge
- West Dudley Road, Dudley
- Fabyan Road, Thompson
- West Thompson Lake boat ramp, Thompson
- Simonzi Park on Kennedy Drive, Putnam
- Route 101, Pomfret
- Riverside Park off Day Street, Brooklyn
- Town Park off Route 12, Killingly
- Quinebaug Trout Hatchery, Plainfield
- Robert Manship Park off Route 14, Canterbury
- Butts Bridge Road, Canterbury

## Galerie

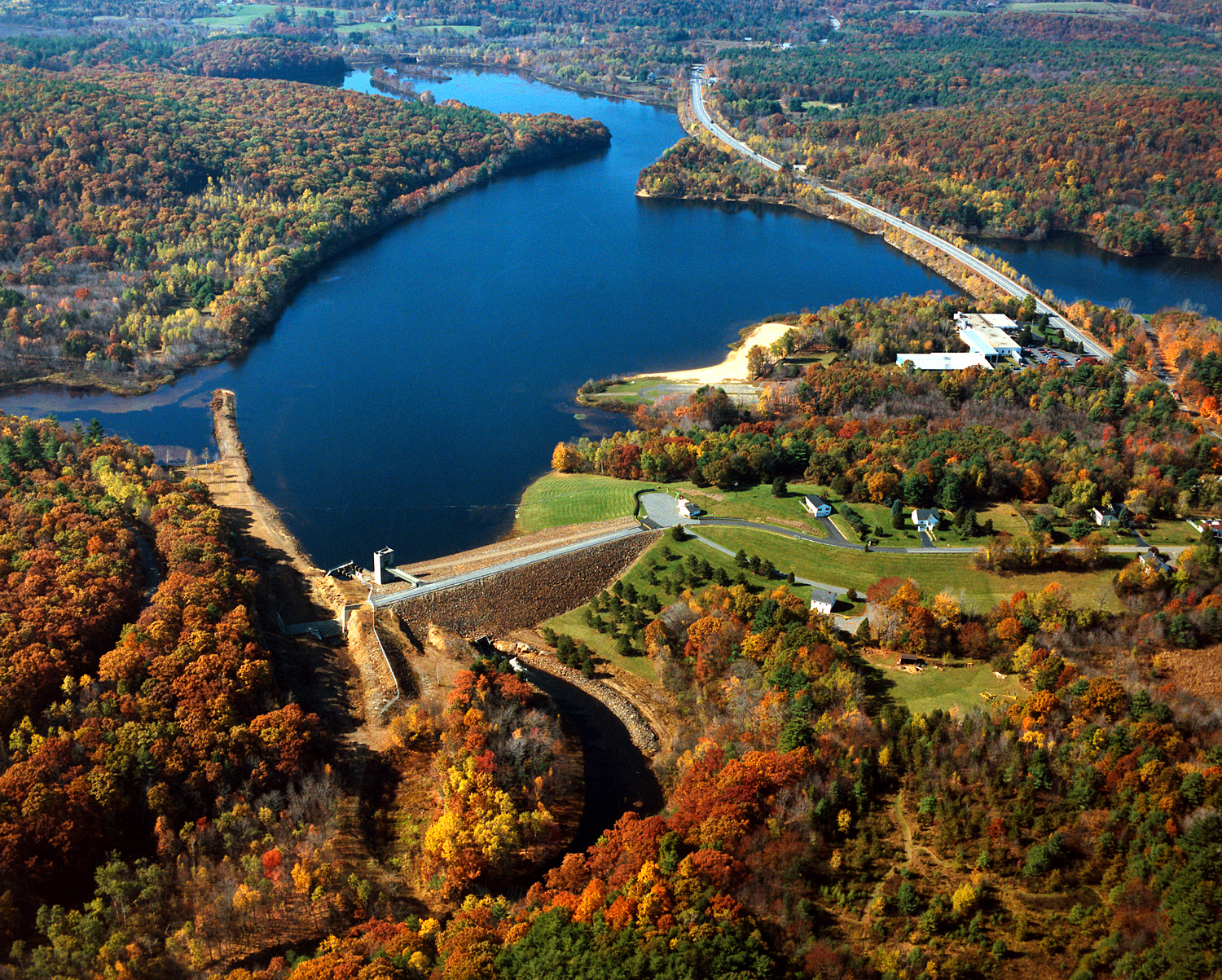
Brimfield Lake (Stausee) am Quinebaug River in Hampden County, Massachusetts
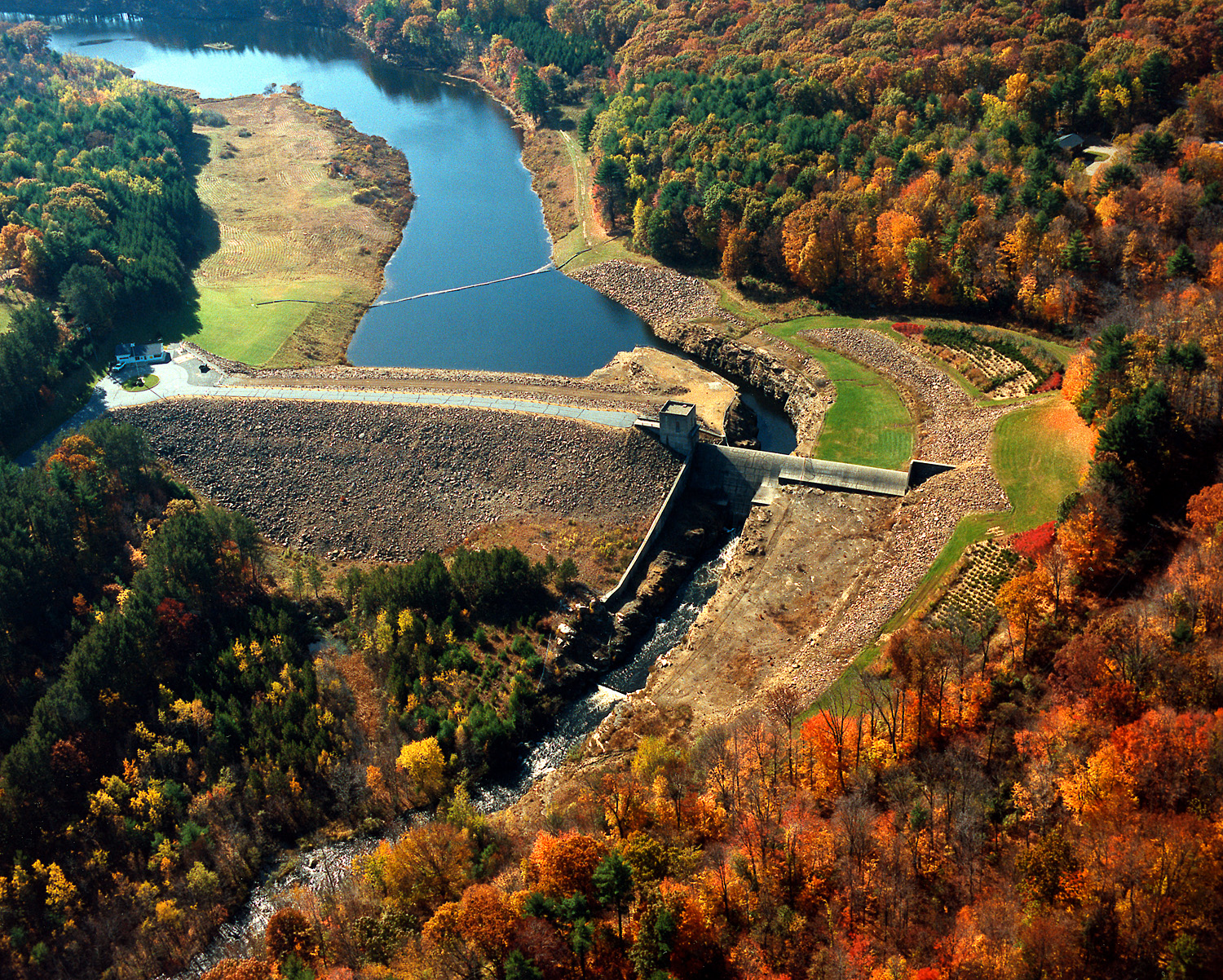
Westville Lake (Stausee) in Worcester County, Massachusetts